# 楊華故居
楊華故居是中華民國金門縣金寧鄉湖埔村的歷史建築，是清朝江南提督楊華的故宅，為金門縣縣定古蹟。

## 歷史
楊華是清代金門籍將領，為廈門前營外委，從征林爽文，升福建水師提標中營千總，嘉慶元年（1796年）升海壇守備，嘉慶十四年（1809年）升蘇淞總兵，在楊氏祖厝南邊，家廟東邊營建新宅，致仕時為江南提督，道光六年（1826年）於金門故宅去世，壽82歲，追授武顯將軍。民國八十八年（1999年）六月楊華故居公告為金門縣縣定古蹟。

## 建築
楊華故居為一座三落格局，左側增建單邊護龍，宅前有大埕，四周曾有石砌墻基的花磚圍墻和龍虎門，不過後由於修建戰備公路而遭到拆除，建築物亦因年久失修損毀嚴重，民國九十三年（2004年）金門縣政府對其進行修復。